# Ahura Mazda Records
Ahura Mazda Records est le label d'une compagnie de disque indépendante en 1970/71 réédité par Fat Possum Records en 2000/01.
Artistes produits : Scott Dunbar, Robert Pete Williams, Harmonica Williams